# Шона (комуна)
Шона (рум. Șona) — комуна у повіті Алба в Румунії. До складу комуни входять такі села (дані про населення за 2002 рік):
- Алекуш (171 особа)
- Бія (1263 особи)
- Валя-Сасулуй (34 особи)
- Доптеу
- Лунка-Тирнавей (473 особи)
- Синміклеуш (1451 особа)
- Шона (1122 особи) — адміністративний центр комуни

Комуна розташована на відстані 256 км на північний захід від Бухареста, 37 км на північний схід від Алба-Юлії, 69 км на південний схід від Клуж-Напоки, 138 км на північний захід від Брашова.

## Населення
За даними перепису населення 2002 року у комуні проживали 4514 осіб.
Національний склад населення комуни:
| Національність | Кількість осіб | Відсоток |
| -------------- | -------------- | -------- |
| румуни         | 3046           | 67,5%    |
| угорці         | 1176           | 26,1%    |
| цигани         | 261            | 5,8%     |
| німці          | 31             | 0,7%     |

Рідною мовою назвали:
| Мова      | Кількість осіб | Відсоток |
| --------- | -------------- | -------- |
| румунська | 3327           | 73,7%    |
| угорська  | 1158           | 25,7%    |
| німецька  | 28             | 0,6%     |
| циганська | 1              | < 0,1%   |

Склад населення комуни за віросповіданням:
| Релігія                                       | Кількість осіб | Відсоток |
| --------------------------------------------- | -------------- | -------- |
| православні                                   | 3098           | 68,6%    |
| реформати                                     | 739            | 16,4%    |
| унітарії                                      | 380            | 8,4%     |
| греко-католики                                | 203            | 4,5%     |
| лютерани (Синодально-пресвітеріанська церква) | 20             | 0,4%     |
| римо-католики                                 | 15             | 0,3%     |
| бретрени                                      | 10             | 0,2%     |
| баптисти                                      | 8              | 0,2%     |
| лютерани (Аугсбурзького сповідання)           | 6              | 0,1%     |
| п'ятдесятники                                 | 4              | 0,1%     |
| адвентисти                                    | 3              | 0,1%     |
| не релігійні                                  | 3              | 0,1%     |
| лютерани                                      | 1              | < 0,1%   |
| не вказали релігію                            | 1              | < 0,1%   |